# Butler

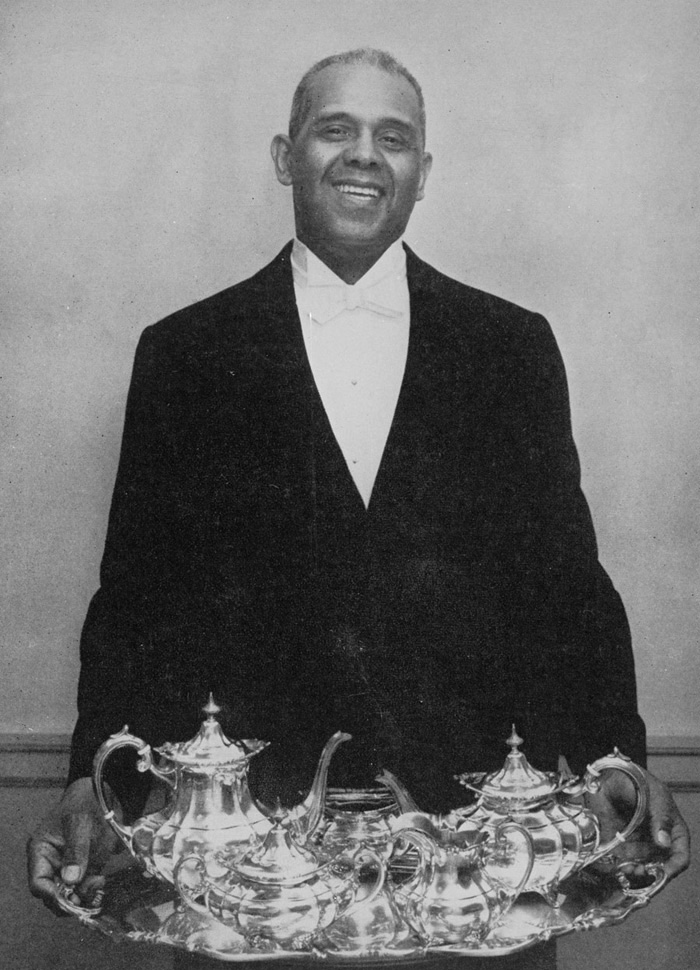
Alonzo Fields, butler in het Witte Huis tijdens de regering van de presidenten Hoover, Roosevelt, Truman en Eisenhower

Een butler of kamerheer is in kleine en grote huishoudens de leider van de huisbedienden. Hij is het hoofd van de huishouding, in welke hoedanigheid hij verantwoordelijk is voor het functioneren van de huishouding. Verder fungeert hij als persoonlijke assistent van de familie waarvoor hij werkt. Butler is een Engelse verbastering van het Franse woord bouteleur, wat "kelner" betekent.

## Oorsprong
Het woord butler stamt vanaf het Oudfranse woord botellier, wat een titel was voor degene die de wijnvoorraad van de koning beheerde. Het Nederlandse woord bottelier is hieraan verwant.
Butlers worden vooral geassocieerd met de negentiende-eeuwse en vroeg-twintigste-eeuwse Engelse adel, maar de activiteiten van de butler zijn al ouder en bestaan al sinds mensen het zich konden permitteren om huishoudelijk personeel in dienst te hebben.
Van oudsher genoten jongemannen van relatief lage komaf de opleiding tot butler op het landgoed waar men van vader op zoon een boerderij pachtte van een adellijke of rijke familie. Jongens die netjes hun pet afnamen voor de heer of dame des huizes werden soms uitgenodigd om de familie in de tuin te helpen. Ze werden dan te werk gesteld in het benedenhuis van het herenhuis, onder leiding van de butler, die vaak veel ouder was. Ze hielpen bij de klusjes die op het landgoed te doen waren -- tuinieren, jagen, slachten, haarden aanmaken, baden vullen, enzovoort. Mannelijke bedienden met goede manieren en bewezen trouw aan de familie konden uiteindelijk opklimmen tot de positie van butler.

## Moderne taken

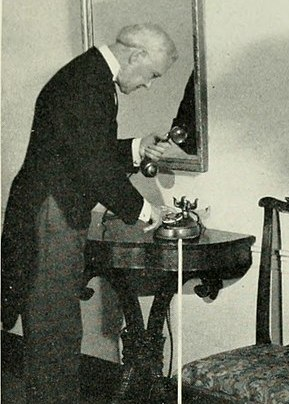
Butler c. 1922

Hoewel butlers vooral worden geassocieerd met een levenswijze die men in de moderne tijd niet vaak meer tegenkomt, bestaan butlers nog steeds. Een moderne butler kan ondersteuning geven bij de briefwisselingen van zijn baas, bij artsbezoek, en bij het maken van zowel zakelijke als persoonlijke afspraken. De butler ondersteunt bij huishoudelijke activiteiten of neemt die geheel over. Hij organiseert ontvangsten, zowel ten huize van zijn baas als elders, en verder fungeert hij soms als chauffeur en begeleidt hij activiteiten buitenshuis. Op zeer grote landgoederen staat boven de butler nog een estate manager.

## Fictie
De butler is een bekend personage op het Engelse toneel en in fictieverhalen, waar hij meestal wordt voorgesteld als een indrukwekkende figuur en vaak de naam 'James' draagt. 
Een voorbeeld is het stuk The Admirable Crichton van J.M. Barrie, waarin een voorname familie schipbreuk lijdt en op een onbewoond eiland terechtkomt. De butler neemt de leiding van de schipbreukelingen op zich, een taak die hem wel is toevertrouwd. De bekendste butler in de Britse literatuur is Reginald Jeeves, de held van de Jeeves-en-Wooster-boeken van P.G. Wodehouse, hoewel die technisch gezien eerder een persoonlijke bediende (valet) is dan een butler. 
In bepaalde detective-romans en films, die in het Engels whodunits worden genoemd, is een gevleugelde uitspraak: 'De butler heeft het gedaan.' (The butler did it.)